# Carl Joseph Toeschi
Carl Joseph Toeschi (baptisé le 11 novembre 1731 à Ludwigsbourg – mort le 12 avril 1788 à Munich) est un violoniste, compositeur et directeur musical d'origine italienne.
Il est un important représentant de l'école de Mannheim. Le plus souvent, il est nommé Carlo Giuseppe Toeschi, et en France simplement Joseph Toeschi. Il est l'élève de Johann Stamitz, considéré comme le fondateur de l'école de Mannheim. Les partitions qu'il laisse sont essentiellement dans les genres symphonique, musique de chambre, musique de ballet et opéra.

## Biographie
Carl Joseph Toeschi naît du second mariage de son père, compositeur et violoniste, Alessandro Toeschi (avant 1700–1758), venu de l'Italie qui sert comme premier violon, avec Johann Stamitz, dans l'orchestre de la cour de Mannheim. On a peu d'informations sur son éducation musicale, mais il a été l’élève de Johann Stamitz et du violoncelliste Anton Fils. Johann Adam Hiller rapport que dans sa 22e année, il donnait des concerts en tant que violoniste.
Carl Joseph Toeschi apparaît pour la première fois sur la scène dans l'orchestre de Mannheim en tant que violoniste en 1752, à l'âge de 20 ou 21 ans. En 1755 il est remplacé par son frère Johann Baptist Toeschi (1735–1800). En 1759, âgé de 27 ans, Toeschi est nommé conjointement premier violon avec Christian Cannabich, c'est-à-dire qu'ils dirigent l'orchestre de leur chaise, notamment dans nombre d'opéras et de ballets. De la même année 1759, jusqu'en 1773, il séjourne à Paris à plusieurs reprises, où ses symphonies jouissent d'un grand succès et se produit en tant que violoniste au Concert spirituel où ses œuvres sont jouées jusqu'en 1783. Il publie de nombreuses œuvres instrumentales chez les éditeurs parisiens comme La Chevardière, Huberty et Venier. Il compose environ 46 symphonies à cette période et une cinquantaine d'œuvres de musique de chambre. En 1774, à l'âge de 43 ans, Carl Joseph Toeschi est nommé directeur de la musique de chambre.
Après 1778, Charles Theodore devenu l'électeur de Bavière, déplace sa résidence à Munich, où Toeschi prend la direction de la musique de chambre. Il meurt le 12 avril 1788, âgé de 56 ans à Munich.
Son épouse Susanna née Nayer, d'origine française est selon Gerber, une chanteuse exceptionnelle. Elle était membre de l'opéra de la cour de Munich jusqu'en 1802.

## Style
Toeschi est un des représentants les plus importants de la deuxième génération de l'école de Mannheim. Ses œuvres influencées d'abord par Stamitz et Fils ses maîtres reçoivent aussi des apports des modèles tels Pergolesi et Jommelli. Ses ballets étaient fort appréciés et correspondaient bien à son style. Ses compositions pour flûte sont les premières à s'écarter du style baroque.
Compositeur fécond, il laisse environ 66 symphonies, environ 30 concertos, dont beaucoup pour flûte. Environ 80 œuvres de chambre, dont 35 quatuors à cordes, six quatuors avec flûte, 3 sextuors, 5 sonates en trio, 18 sonates en duo (flûtes ou violons). Pour la scène, il reste 32 ballets, dont 7 en collaboration avec Cannabich, et d’autres avec F. Deller, Fränzl et Regnaud. 

## Œuvres
- Symphonies
  - 6 symphonies, op. 1 (1762, Paris)
  - 6 symphonies, op. 3 (1765, Paris)
  - 6 symphonies, op. 4 (1767, Amsterdam)
  - symphonie, op.6 (1769, Paris)
  - 3 grandes symphonies, op. 8 (1769, Paris)
  - 6 symphonies à 4 parties, op. 7 (1772–73, Paris)
  - 3 symphonies, op. 10 (1773, Paris)
  - 6 symphonies à grand orchestre, op. 12 (1776–77, Paris)
- 35 parues dans des anthologies (1760–ca. 1778, Paris)
- Concertos
  - 6 concertos pour flûte (ca. 1770, Londres)
  - Concerto pour flûte (1772, Paris)
  - 4 concertos pour flûte
  - 9 autres concertos pour flûte mentionnés dans des catalogues imprimés (1763–81, Paris)
  - 4 concertos pour violon et 7 autres mentionné dans le catalogue Breitkopf (1768–77, Paris)
- Chambre
  - 6 Quatuors avec flûte, op. 1 (ca. 1765, Amsterdam)
  - 6 Quatuors avec flûte, op. 2 (1765, Paris)
  - 6 quartetti… il dialogo musicale (1765, Paris)
  - 6 quatuors dialogués, op. 5 (ca. 1766, Paris)
  - 6 quatuors dialogués, op. 2 (1767, Amsterdam)
  - 6 quatuors dialogués, op. 9 (1770, Paris)
  - 6 quatuors dialogués, op. 5 (ca. 1770, Amsterdam)
  - Quatuor (après 1773, Mannheim)
  - 2 quatuors au sein de 6 quatuors concertants (1771, Paris)
- 3 œuvres sacrées
- 32 Ballets

## Enregistrements
- Musik der Münchener Hofkapelle - Music of the Munich Court Orchestra - Toeschi - Danzi - Wendling - Cannabich , Hofkapelle München, dir. Christoph Hammer, Capriccio 10 861, 2000